# Софора японська
Софо́ра япо́нська або япо́нська ака́ція (Styphnolobium japonicum) — листопадне, до 30 м заввишки, дерево родини бобових. Його Батьківщина — Китай і Японія. В Україні софору японську почали культивувати в 1809 році в Краснокутському дендропарку. За іншими даними — її саджали у нас вже в кінці XVII століття.

## Ботанічні характеристики

### Будова і життєдіяльність
Крона софори — густа і розлога, як у акації білої, але з гладенькими зеленими гілками без колючок.
Кора старих стовбурів темно-сіра, з глибокими тріщинами. Молоді гілки і пагони зеленувато-сірі.
Листки чергові, довжиною 11-25 см, непарноперисті, з 3-8 парами листочків, на коротких відстовбурченоволосистих черешках. Листочки видовжено яйцеподібні, зверху темно-зелені, з полиском, зісподу — сизуваті.
У липні-серпні, раз на два роки, софора покривається довгими, до 30-35 см, китицями ясно-жовтих духмяних квіток, які дуже люблять бджоли. Квітки довжиною 1-1,5 см, двостатеві, неправильні. Віночок метеликового типу.
У серпні-вересні квітка перетворюється на біб — м'ясистий, голий, на плодоніжці, довжиною до 5-7 см, нерозкритий, чоткоподібний, між насінинами з перетяжками, заповненими жовтаво-зеленим клейким соком. Незрілі боби — зелені, дозрілі — червоні. У кожному — 2-6 овальних, гладких, темно-коричневих насінин, які нагадують квасолю, але трохи дрібніші.
Від інших дерев родини бобових софора японська відрізняється нероздутими бобами і відсутністю колючок.
Плоди софори дозрівають у вересні-жовтні і тримаються на дереві всю зиму. Більша частина насінин залишається недорозвиненою.

### Розмноження

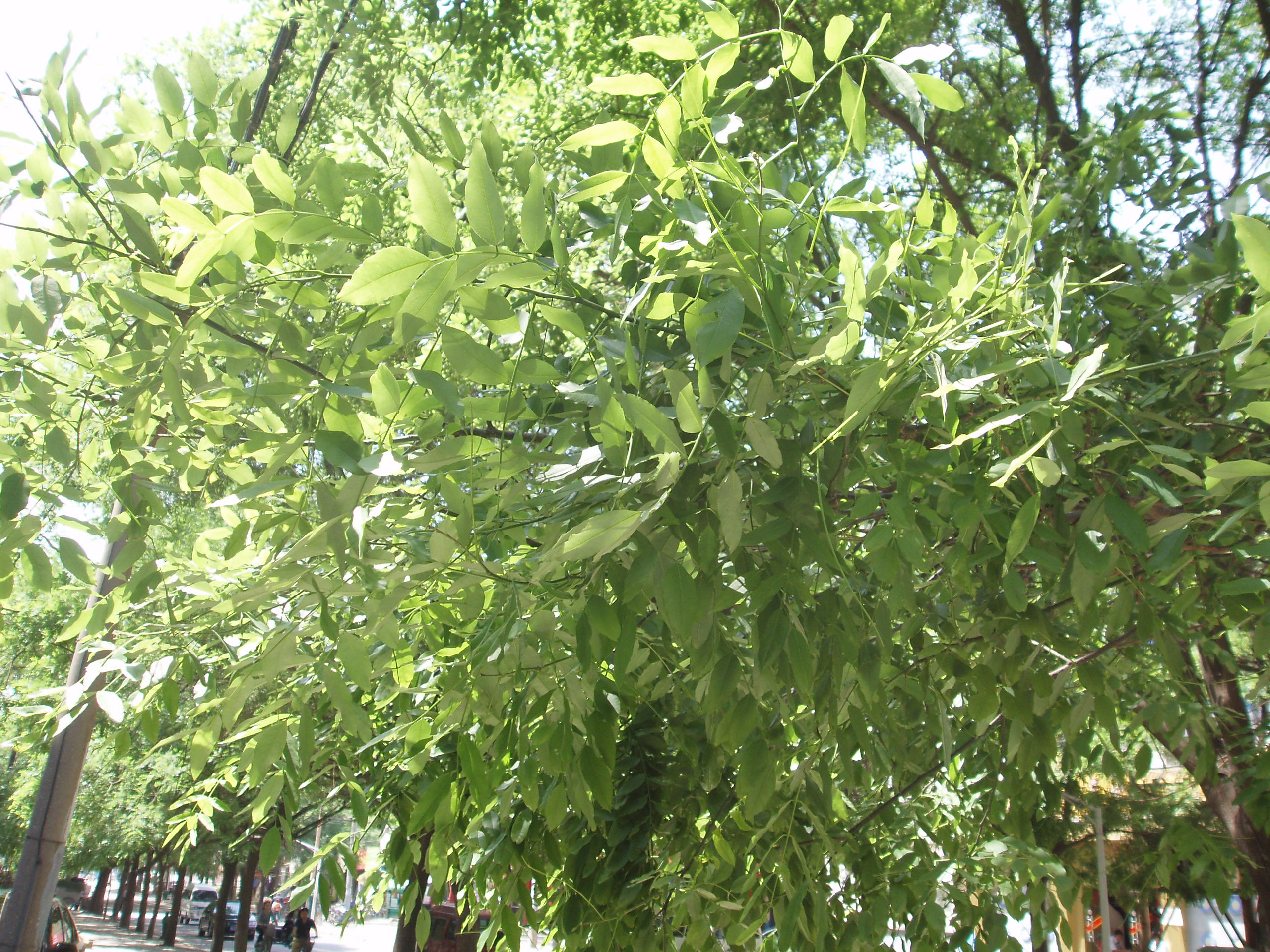
Листя софори японської

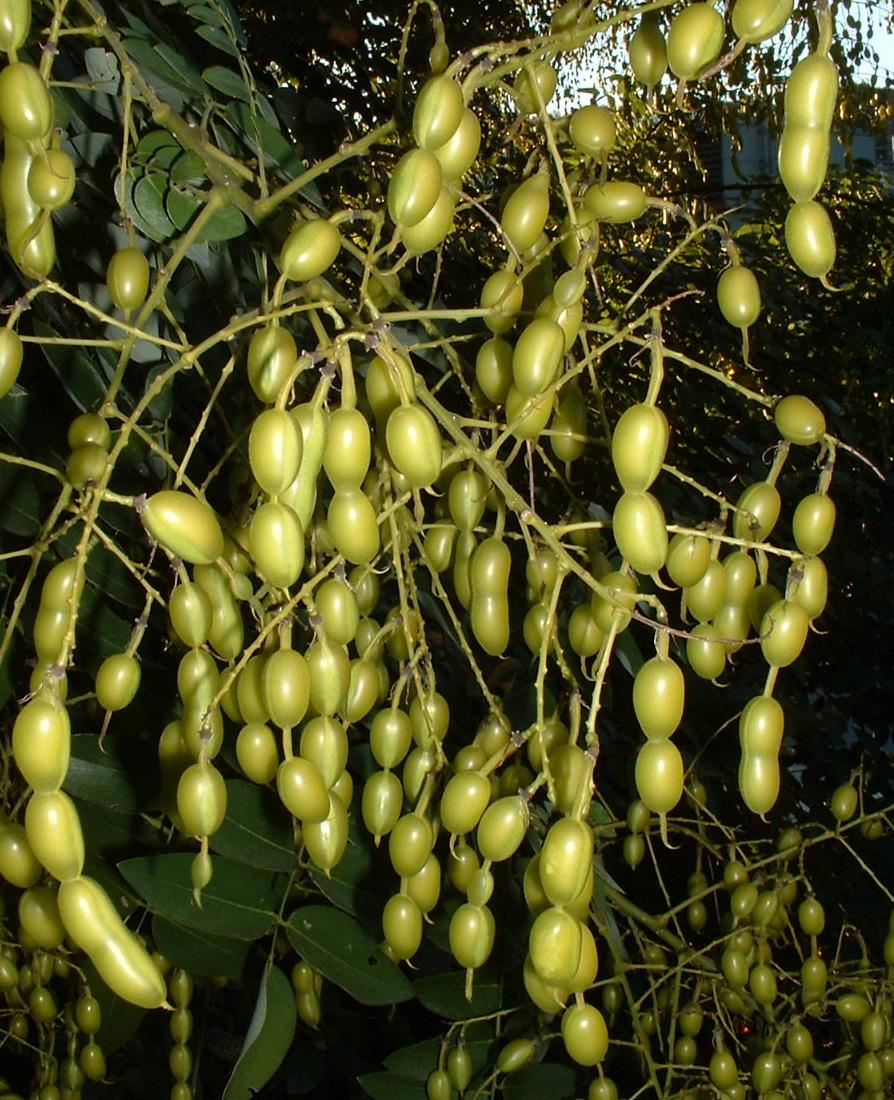
Боби софори японської

Софора японська розмножується насінням. Штучно її також розводять кореневими живцями. Але загалом з розселенням вона впорається і сама — якщо насінинам пощастить потрапити у вологий та добре освітлений ґрунт.
Софора японська достатньо посухо- і морозостійка. Але краще росте на освітлених ділянках, захищених від холодних вітрів. Дерево віддає перевагу суглинкам та супіщаним ґрунтам, витримує і незначне засолення. Як й інші бобові, софора японська утримує і накопичує азот, тому дуже корисна для виснажених земель.
Садові, штучно виведені породи софори японської саджають і поодинці, і групами. Особливо вдало вони виглядають на фоні дерев з блідо-зеленим, жовтим чи барвистим листям.

### Поширення
Софора японська — дерево-символ Пекіна. Її Батьківщина — Південний Китай і Японія, де дикі види софори збереглися і донині. Зі Сходу дерево у XVIII столітті потрапило до Європи. Зараз софора широко розводиться на півострові Корея, в Китаї, Японії, В'єтнамі та інших країнах Азії, а також в Європі та Північній Америці. У колишньому СРСР софора японська культивується на Кавказі, в Криму, Середній Азії, Південному Казахстані. Це дерево дуже допомогло лісорозведенню на пісках півдня України і в степових посадках Криму, де поруч з софорою дуже непогано почували себе кущі і дерева інших видів, яким необхідно багато азоту.
На території України софору вирощують як декоративну, фітомеліоративну і лікарську рослину. Вперше у нас її почали культивувати, за одними даними, в 1809 році в Краснокутському дендропарку. За іншими — вже в кінці XVII століття. Саме в цей час в розкішному парку шляхтича Скаржинського з'являються привезені морем ялиці, гледичії, платани і софора японська.

## Практичне використання

### Медицина
Всі частини софори японської, яку ще називають «фабрикою здоров'я», отруйні, але за умілого використання препаратами з неї можна вилікувати більше 30 хвороб.
Заготовляють пуп'янки квіток і плоди софори. Пуп'янки — у сонячну погоду в кінці бутонізації, коли нижні квітки в гронах починають розцвітати. Плоди софори збирають трохи недозрілими.
У пуп'янках і молодих плодах софори міститься значна кількість рутину (вітамін Р) — 12-13, а інколи навіть 30 %. Листки та молоді пагони містять близько 4,4 % рутину. Крім того, в плодах є кемпферол, кверцетин та інші флавоноїди.
Але головною діючою речовиною препаратів софори японської є все-таки рутин, який називають природним захисником аскорбінової кислоти (вітамін С). Завдяки своїм антиоксидантним властивостям, рутин захищає кислоту від надмірного окислення. Тому препарати з софори рекомендують для укріплення стінок кровоносних судин і зменшення їх ламкості. Застосовують їх також при гіпо- і авітамінозах Р, геморагічних діатезах, крововиливах, капіляротоксикозі, променевій хворобі, септичному ендокардиті, ревматизмі, гіпертонічній хворобі, гломерулонефриті, алергічних захворюваннях, тромбопенічній пурпурі. А також для профілактики й лікування уражень капілярів при застосуванні антикоагулянтів, саліцилатів та миш'яковистих препаратів.
У народній медицині настоянку з плодів або пуп'янок софори японської вживають усередину при внутрішніх кровотечах різного походження (для спинення або з профілактичною метою), стенокардії, атеросклерозі, цукровому діабеті, захворюваннях шлунково-кишкового тракту, хворобах печінки. Софора японська також пригнічує функцію щитоподібної залози (використовують при тиреотоксикозі).
Як зовнішній засіб настоянки застосовують при опіках, відмороженнях, туберкульозі шкіри, вовчаку, фурункулах, карбункулах, гаймориті, парапроктиті, маститі, трофічних виразках, псоріазі.
Водний розчин настоянки з пуп'янків використовують при випадінні волосся (втирають у волосисту частину голови), при ячмінцях на оці (роблять компреси), при болі зубів і запаленні ясен (полощуть рот), при нежиті (закапують у ніс), при грибкових захворюваннях шкіри й екземі (роблять ванночки).
Зовнішньо застосовують стерильні пов'язки на рани, тампони, змазування настоянкою з плодів або пуп'янок софори японської (готують на 60 — 70 % розчині спирту) для промивання ран, примочок, компресів.

### Промисловість

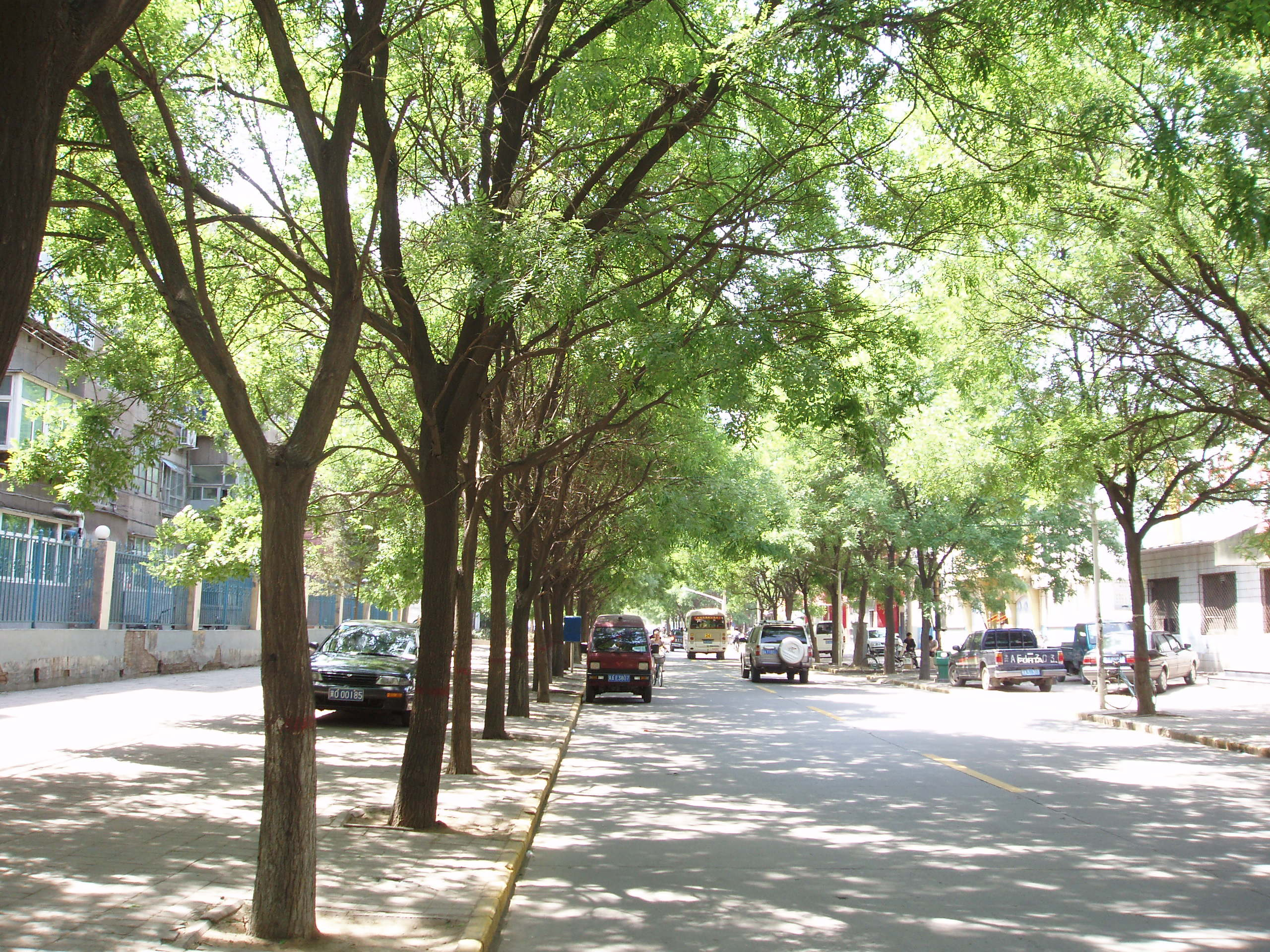
Алея з японських софор

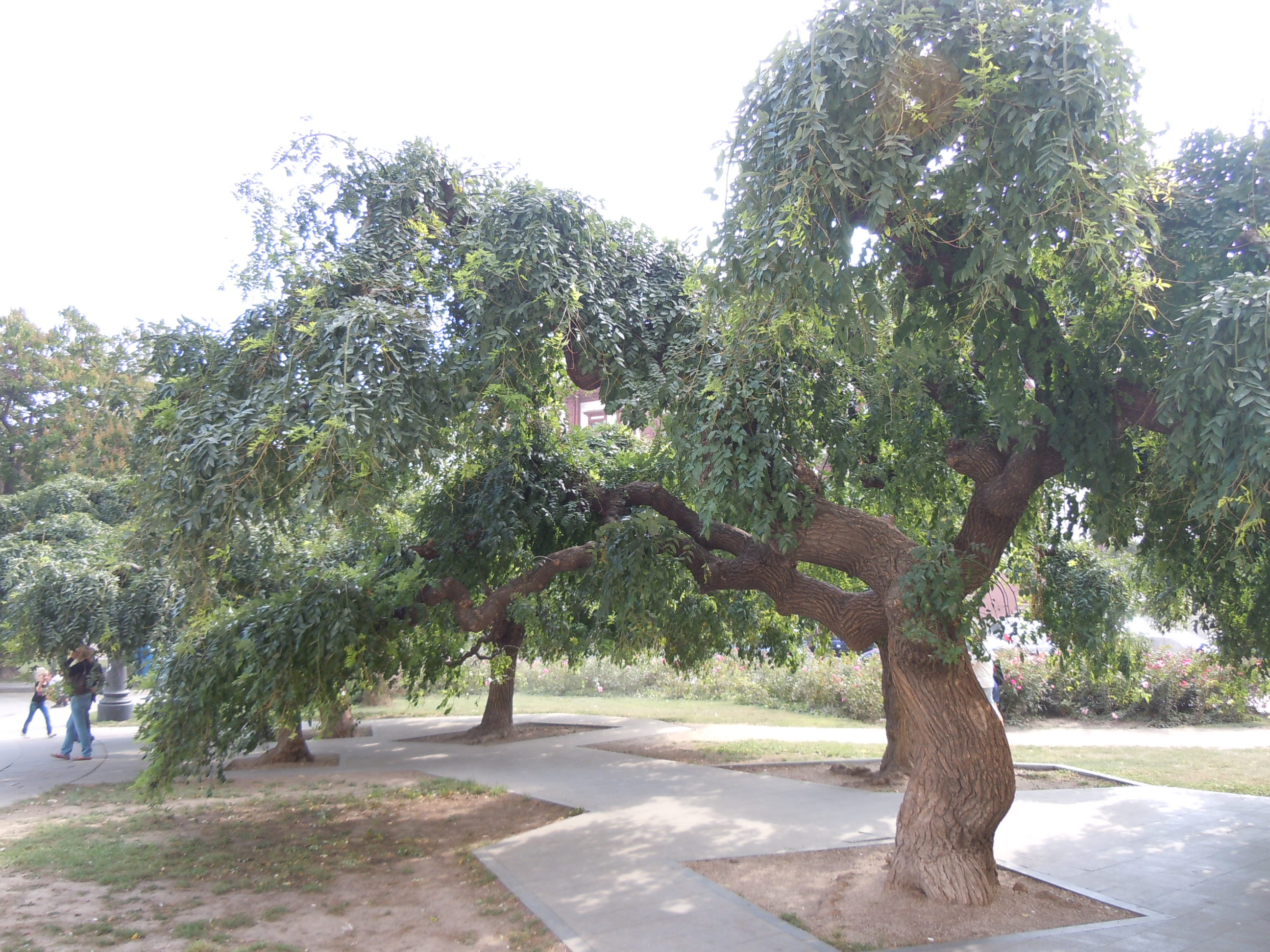
Декоративна форма софори. Одеса

Деревина у софори японської тверда, гнучка, жовтувата, з міцним бурим ядром. Вона просякнута отруйними алкалоїдами і не гниє. На Батьківщині її використовують для виробництва паркетної планки і меблів. Обробка деревини софори японської належить до шкідливої для людини роботи.
Молоді гілки і плоди дерева використовують для виготовлення жовтої фарби. Крім того, софора японська — цінний медодай.

### Озеленення
Софора японська відзначається високою газостійкістю. Саме тому її використовують в озелененні вулиць великих міст. Наприклад, у португальській столиці Лісабоні софора японська є однією з 25 деревних порід, що мають найбільше застосування при озелененні.